# Blaues Gänseblümchen
Das Blaue Gänseblümchen (Brachyscome iberidifolia), auch Australisches Gänseblümchen genannt, ist eine Pflanzenart der Gattung Blaue Gänseblümchen (Brachyscome) und gehört zur Familie der Korbblütler (Asteraceae). Das Blaue Gänseblümchen stammt aus Australien und wurde Ende der 1980er Jahre in Deutschland zu einer neuen Zierpflanze weiterentwickelt. Diese gehört mittlerweile zu den beliebtesten Beet- und Balkonpflanzen weltweit. Gleich häufig wird auch die mehrjährige Art Brachyscome multifida DC. Blaues Gänseblümchen genannt.

## Name
Der deutsche Name „Blaues Gänseblümchen“ resultiert aus der großen Ähnlichkeit mit dem Gänseblümchen (Bellis perennis). Der botanische Gattungsname wird auch in der nicht korrekten Form Brachycome (nach der Erstbeschreibung durch Cassini) verwendet. Ein Antrag auf offizielle Festlegung des Gattungsnamens auf diese Schreibform wurde aber 1993 abgelehnt und Brachyscome als gültiger Gattungsname beibehalten.

## Beschreibung

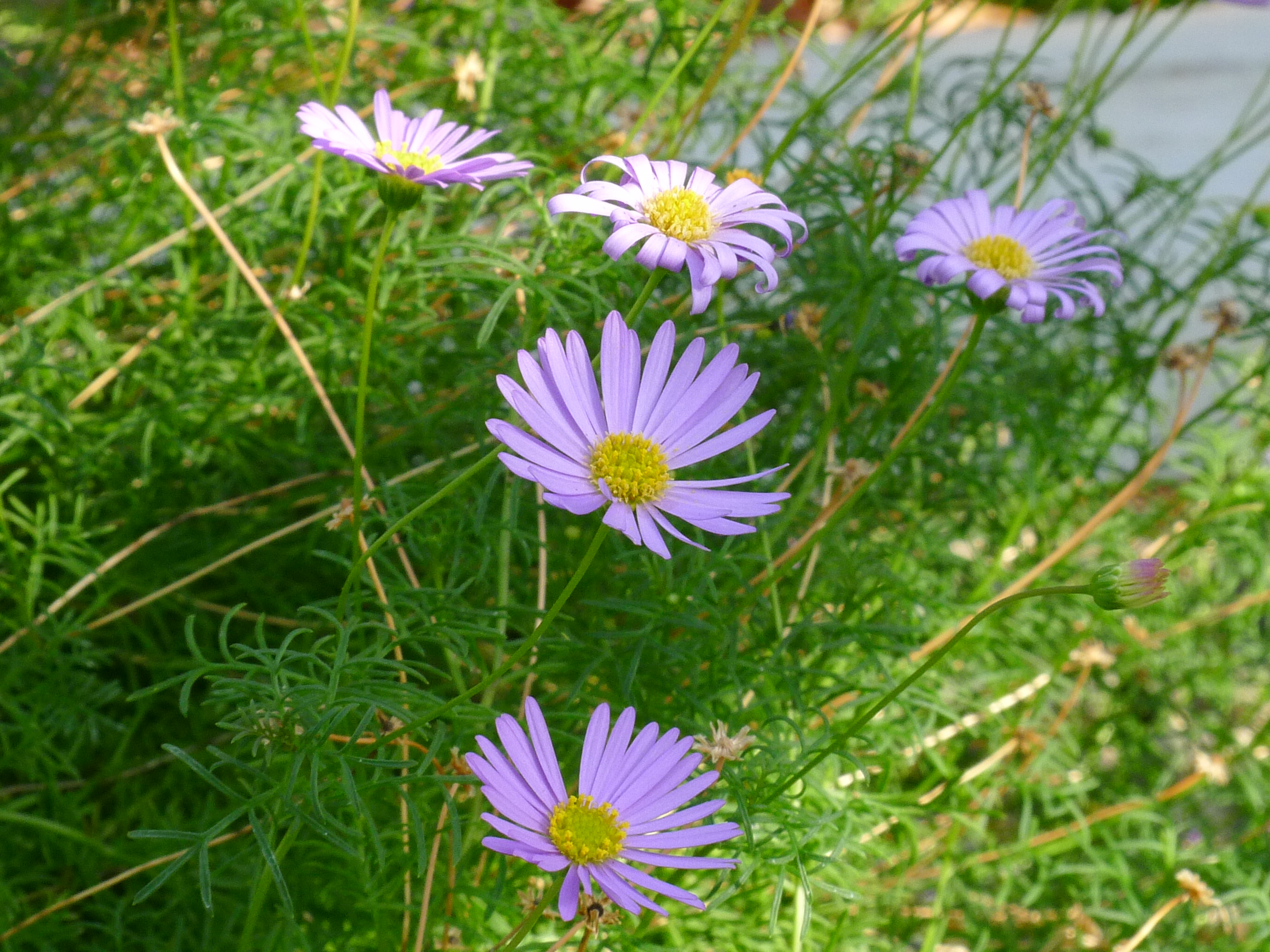
Blaues Gänseblümchen (Brachyscome iberidifolia)

Diese Art ist am natürlichen Standort und in Mitteleuropa bei ihrer Verwendung als Zierpflanze eine einjährige krautige Pflanze, die Wuchshöhen von 5 bis 45 cm erreicht.
Das Blaue Gänseblümchen bleibt relativ kompakt und weist einen buschigen Habitus auf. Die Laubblätter sind fein gefiedert.
Die Einzelblüten liegen hier, wie für die Unterfamilie der Asteroideae typisch, als randständige Zungenblüten und innenliegende Röhrenblüten vor. Die Gesamtheit beider Blütentypen bildet Blütenstände mit einem Durchmesser bis zu 2,5 cm. Das so genannte Körbchen wird aufgrund der großen Ähnlichkeit des Blütenstands mit einer Einzelblüte auch als Pseudanthium (Scheinblüte) bezeichnet. Die Blütenstände verströmen einen aromatischen Duft.
Die Blüten sind typischerweise fünfzählig. Der Kelch ist komplett reduziert und es gibt bei den Einzelblüten weder einen Pappus noch ein Spreublatt. Bei den blau-violettfarbenen Zungenblüten laufen die verwachsenen Kronblätter in fünf Kronblattzipfel aus. Die Röhrenblüten sind gelb und ebenfalls fünfzipflig. Die Staubbeutel der fünf Staubblätter des Androeceums sind zu der für die Korbblütengewächse typischen Staubbeutelröhre verwachsen, die Filamente sind frei. Innerhalb der Staubbeutelröhre befindet sich der Griffel mit der zweiteiligen Narbe. Das Gynoeceum besteht aus zwei verwachsenen und unterständigen Fruchtblättern. Die Frucht ist eine Achäne.
Die Chromosomenzahl beträgt 2n = 18.

## Verbreitung
Die Wildform des Blauen Gänseblümchens stammt aus Australien. Dort ist sie vor allem in den Bundesstaaten Northern Territory, South Australia und Western Australia zu finden. Sie wächst auf sandigen und sauren Böden.

## Verwendung als Zierpflanze
Samen der Wildform von Brachyscome iberidifolia wurde in den 1980er Jahren gezielt in Australien gesammelt. An der Forschungsanstalt Geisenheim, deren Aufgabe zu diesem Zeitpunkt unter anderem das Testen verschiedener australischer Wildpflanzen als potentielle Zierpflanzen war, wurde deren Eignung als blühende Beet-, Balkon- und Ampelpflanze getestet. Nach erfolgreichen Ansätzen wurde die mittlerweile als „Blaues Gänseblümchen“ bezeichnete Pflanze kommerziell weitergezüchtet. Bis heute sind zahlreiche geschützte Sorten entstanden, die in Wuchs und vor allem Blütenfarbe (weißlich, verschiedenste Blau- und Violetttöne bis hin zu Rosa) variieren.
Das Blaue Gänseblümchen gilt als unkomplizierte Zierpflanze, die durchgehend von Mai/Juni bis zu den ersten Frösten blüht.
Sorten (Auswahl): 'Fragrant Fancy'